# Departamento judicial de Mercedes

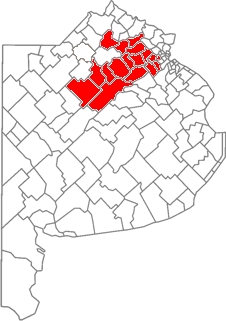
Departamento judicial de Mercedes.

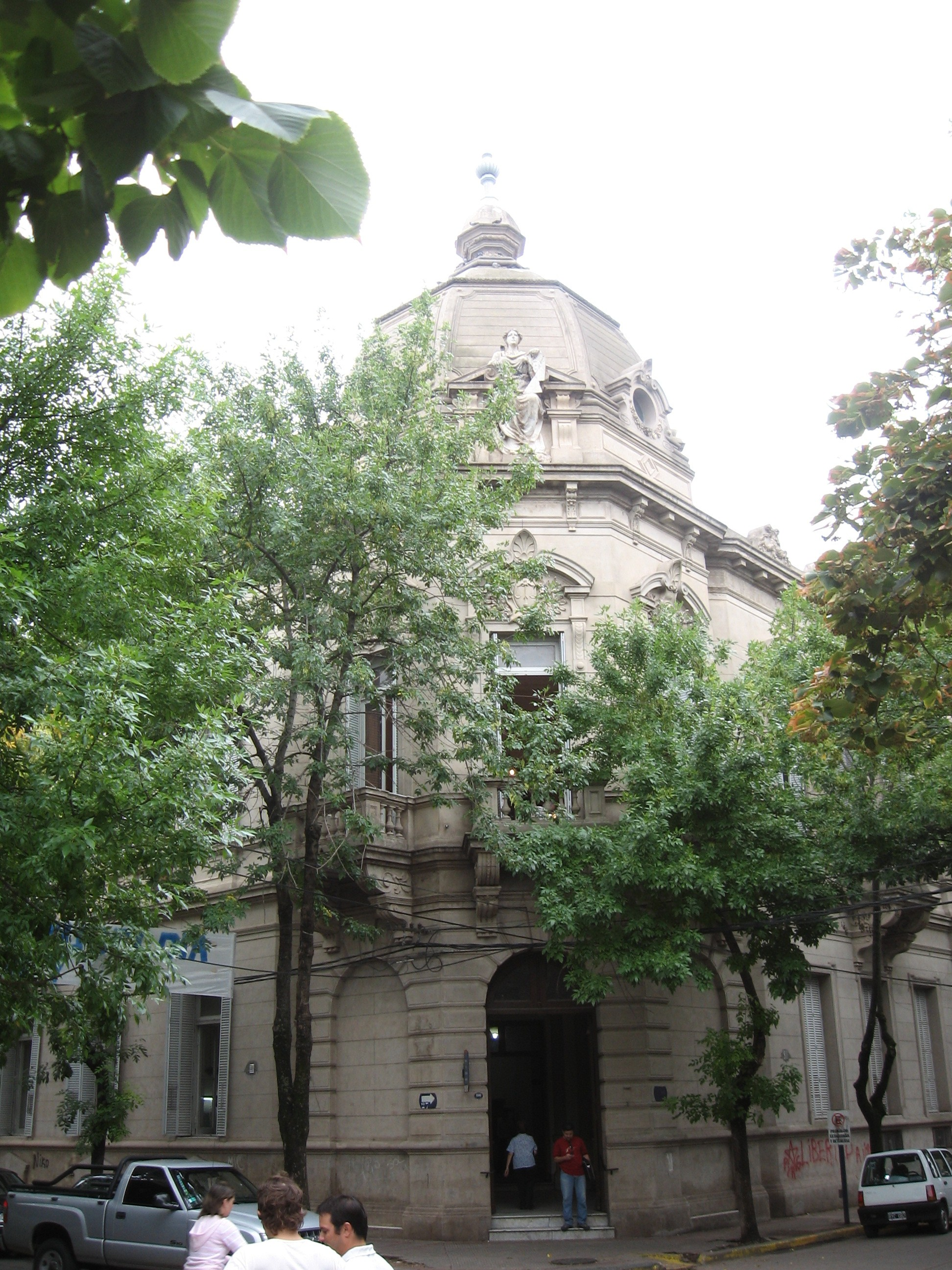
Edificio Central del Palacio de Tribunales en la ciudad de Mercedes.

El Departamento judicial de Mercedes es uno de los 19 departamentos judiciales en los que está dividida la provincia de Buenos Aires, Argentina.
Abarca el territorio de los partidos de Alberti, Bragado, Carmen de Areco, Chivilcoy, General Las Heras, Luján, Marcos Paz, Mercedes, Navarro, Nueve de Julio, Salto, San Andrés de Giles, San Antonio de Areco, Suipacha y Veinticinco de Mayo, en un área de 588,214 habitantes (Indec, 2010). Sin embargo, las competencias territoriales del Departamento Judicial de Mercedes sufrirán una modificación inminente en virtud de la creación del Departamento Judicial Moreno-General Rodríguez, por ley provincial del año 2006. 
En ella intervienen los Fuero Penal, Fuero de Familia, Fuero Civil, Fuero de Menores y Fuero Laboral.
El edificio central del palacio de tribunales se encuentra en la Calle 27 N° 600 de la ciudad de Mercedes. Cuenta con las siguientes oficinas:
- Cámara de Apelación en lo Civil y Comercial (2 salas) -
- Cámara de Apelación y Garantías en lo Penal (3 salas) -
- Fiscalía General -
- Defensoría General -
- Juzgado Civil y Comercial N.º 1 -
- Juzgado Civil y Comercial N.º 2 -
- Juzgado Civil y Comercial N.º 3 -
- Juzgado Civil y Comercial N.º 4 -
- Juzgado Civil y Comercial N.º 5 -
- Juzgado Civil y Comercial N.º 6 -
- Juzgado Civil y Comercial N.º 7 -
- Juzgado Civil y Comercial N.º 8 -
- Juzgado Civil y Comercial N.º 9 -
- Juzgado Civil y Comercial N.º 10 -
- Tribunal en lo Criminal N.º 1 -
- Tribunal en lo Criminal N.º 2 -
- Tribunal en lo Criminal N.º 3 -
- Tribunal en lo Criminal N.º 4 (En funcionamiento a partir del 10/6/7/2008) -
- Juzgado de Garantías N.º 1 -
- Juzgado de Garantías N.º 2 -
- Juzgado de Garantías N.º 3 -
- Juzgado de Garantías N.º 4 (Con sede en la localidad de Moreno, sin fecha de Inicio) -
- Juzgado de Ejecución Penal N.º 1 -
- Juzgado de Ejecución Penal N.º 2 (Sin fecha de inicio) -
- Juzgado en lo Correccional N.º 1 -
- Juzgado en lo Correccional N.º 2 -
- Juzgado en lo Correccional N.º 3 -
- Juzgado en lo Correccional N.º 4 -
- Juzgado en lo Criminal y Correccional de Transición único -
- Tribunal de Menores N.º 1 -
- Tribunal de Menores N.º 2 -
- Tribunal de Menores N.º 3 (Con sede en la localidad de Moreno)
- Archivo -
- Intendencia -
- Biblioteca -
- Registro público de comercio -
- Receptoría general de expedientes -
- Oficina de asesoría pericial departamental -
- Oficina de Mandamientos y Notificaciones -
- Delegación de Mantenimiento -
- Delegación de Administración -
- Delegación de Informática -
- Delegación de la Dirección general de Sanidad -

Además:
- Juzgado de Paz de Alberti
- Juzgado de Paz de Bragado
- Juzgado de Paz de Carmen de Areco
- Juzgado de Paz de Chivilcoy
- Juzgado de Paz de General Las Heras
- Juzgado de Paz de General Rodríguez
- Juzgado de Paz de Luján
- Juzgado de Paz de Marcos Paz
- Juzgado de Paz de Moreno
- Juzgado de Paz de Navarro
- Juzgado de Paz de Nueve de Julio
- Juzgado de Paz de Salto
- Juzgado de Paz de San Andrés de Giles
- Juzgado de Paz de San Antonio de Areco
- Juzgado de Paz de Suipacha
- Juzgado de Paz de Veinticinco de Mayo

La Fiscalía General, cabeza del Ministerio Público Fiscal, cuenta con 15 Unidades Funcionales de Instrucción, ubicadas en la cabecera del Departamento y en las localidades de Luján y Moreno, además de contar con un cuerpo de Fiscales de Juicio, Asesorías de Menores, Centros de Atención a la Víctima, entre otras dependencias.
Unidades Funcionales sitas en la localidad de Mercedes, Calles 26 y 37:
- Unidad Funcional de Investigaciones Complejas N.º 1
- Unidad Funcional de Instrucción N.º 2
- Unidad Funcional de Instrucción N.º 3
- Unidad Funcional de Instrucción N.º 4 (dedicada a los casos de Flagrancia)
- Unidad Funcional de Instrucción N.º 5 (dedicada a delitos de menor cuantía)
- Unidad Funcional de Instrucción N.º 6
- Unidad Funcional de Instrucción N.º 7 (dedicada a autores ignorados)

Unidades Funcionales sitas en la localidad de Moreno (descentralizada):
- Unidad Funcional de Instrucción N.º 8
- Unidad Funcional de Instrucción N.º 9
- Unidad Funcional de Instrucción N.º 10
- Unidad Funcional de Instrucción N.º 11
- Unidad Funcional de Instrucción N.º 12 (dedicada a delitos de menor cuantía y autores ignorados)

Unidades Funcionales sitas en la localidad de Luján (descentralizada):
- Unidad Funcional de Instrucción N.º 13
- Unidad Funcional de Instrucción N.º 14
- Unidad Funcional de Instrucción N.º 15 (dedicada a delitos de menor cuantía y autores ignorados)